# GP2X Wiz
GP2X Wiz — портативная игровая система и медиаплеер с операционной системой на основе Linux. Благодаря наличию SDK каждый желающий может создавать программы и игры для этой платформы. Создана компанией GamePark Holdings из Южной Кореи. Это седьмая в поколении модель, после GP2X, первой игровой системы от GPH. Приставка доступна в продаже с мая 2009 года.

## Общая информация
GP2X WIZ является наследником систем GP2X F100 / F200. Благодаря открытости используемой операционной системы (GNU/Linux, ядро 2.6.24) приставка позволяет любому пользователю создавать для неё программы. Помимо этого, приставка является мультимедийным плеером, с возможностью проигрывать многие графические, видео- и аудиоформаты, а также поддерживает флэш-игры и анимацию.
Из анализа, проведённого изучающими пока что плохо документированную систему, удалось выявить (разработчиками не подтверждённую) информацию о том, что из указанных разработчиками 64 мегабайт оперативной памяти доступны лишь 40 мегабайт.

## Технические характеристики
- Процессор: 533 МГц ARM9 с функциями 3D-ускорителя
- Чипсет: MagicEyes Pollux System-on-a-Chip
- Видео: поддержка OpenGL ES 1.1, 133 миллиона текс/сек, 1.33 миллиона полигон/сек
- Оперативная память: 64 МБ SDRAM
- Встроенная память: 1 Гб NAND флеш-памяти
- Операционная система: на основе GNU/Linux, ядро 2.6
- Экран: 2.8" OLED-экран, тачскрин, разрешение: 320 × 240 (QVGA)
- Звук: 16 бит, стерео, 8 — 48 КГц, встроенный микрофон, колонки, 3.5' выход на наушники, регулятор громкости
- Накопители: слоты для SD Card (а также SDHC)
- Подключение к ПК высокоскоростной USB 2.0
- Управление: тачскрин, встроенный микрофон, A/B/X/Y кнопки, D-Pad, шифты L/R, кнопки Menu и Select
- Питание внутренняя литиево-полимерная батарея на 2000 мА (ок. 7 часов работы, в зависимости от приложения время может быть дольше или короче)
- Вес: 136 грамм
- Размеры: 121 × 61 × 18 мм

### Поддержка мультимедиа

#### Видео
- Форматы видео: DivX, XviD, (MPEG4)
- Аудиоформаты: MP3, Ogg Vorbis, WAV
- Контейнеры: AVI
- Максимальное разрешение: 640 × 480
- Максимальная частота: 30 кадров/с
- Максимальный битрейт видео: 2500 кбит/с
- Максимальный битрейт аудио: 384 кбит/с

#### Аудио
- Аудиоформаты: MP3, Ogg Vorbis, WAV
- Каналы: стерео
- Частоты: 20Гц — 20кГц
- Выходная мощность: 100мВ

#### Графические форматы
- JPG, PNG, GIF, BMP

#### Поддержка Flash
- Приставка оснащена проигрывателем флэша (до 8-й версии) и поддерживает Action Script 2.0[2]

## Комплектация
- Упаковка
- Консоль со стилусом (стилус в слоте), в синем пластиковом пакете с влагопоглотителем, изначально с защитной плёнкой на экране
- Краткое руководство пользователя на английском, корейском, японском, китайском, немецком, испанском, французском, итальянском языках
- USB-кабель
- Мини-ДВД с полным руководством пользователя в PDF-формате на английском, корейском, японском, китайском, немецком, испанском, французском, итальянском языках

## Аксессуары
- Блок питания
- Стилус
- Защитная плёнка
- (заявлен) внешний Wi-Fi модуль
- Наклейки
- Чехол

## Операционная система

### Элементы меню

Главное меню приставки

В операционной системе есть следующие функции:
- WIZ GAMES: Проигрывание игр с SD-карты
- BUILT-IN GAMES: Проигрывание встроенных игр (игры записаны в NAND-память)
- FLASH-GAMES: Проигрывание флэш-игр и анимации, с поддержкой конфигурации клавиш
- ENTERTAINMENT: Проигрывание мультимедиа-файлов
  - VIDEO: Проигрывание видео
  - FLASH: Проигрывание флэш-игр и анимации, с поддержкой конфигурации клавиш
  - MUSIC: Проигрывание аудиофайлов
  - PHOTO: Просмотр графических файлов
  - COMICS: Просмотр комиксов
  - E-BOOK: Встроенная программа для чтения (поддержка только txt-формата)
  - TOOLS: Календарь, часы, калькулятор, таймер
  - RECORDER: Позволяет записывать аудио через встроенный микрофон
- LAUNCHER: Проигрывание пользовательских программ и игр
- SETTINGS: Настройки, позволяющие настроить язык, яркость, отключение экрана, громкость, узнать информацию о системе, откалибровать тачскрин и др.

### Языки оболочки
Английский, японский, китайский, немецкий, французский и итальянский. Другие языки могут быть добавлены в последующих обновлениях.

## Производство
Производитель консоли, небольшая южнокорейская фирма GamePark Holding (GPH), отделилась в 2005 году от обанкротившейся в 2007 году фирмы GamePark, которая в своё время создала приставку GP32 и намеревалась создать коммерческую модель XGP.
Первоначально консоль имела другой дизайн — вместо кнопок справа была крестовина и выход на наушники был 2,5 мм. Но после реакции сообщества были приняты решения сделать изменения в дизайне — вместо дигитальной крестовины справа были сделаны четыре кнопки и выход на наушники был сделан в 3,5-дюймовом формате.

### Обновления
- 1.0.0: — прошивка первой выпущенной партии
- 1.0.1: — сделаны улучшения в видепроигрывателе, тиринг в главном меню был исправлен
- 1.1.0: — улучшена работа Флэш-плеера, настроена файловая система NAND-памяти UBIFS, мелкие улучшения в работе программ

## Игры

### Коммерческие игры
Заявленные игры:
- Her Knights: All for the Princess
- Assura+Cross: Wired
- Kaiten Patisserie
- Wiz Party
- Rhythmos
- PGM 2010
- Enormous M
- Decide 3

и др.

### Эмуляторы
Для системы существует большое количество эмуляторов для различных коммерческих игровых систем, выпущенных до PSOne, включая аркадные игровые автоматы.

### Некоммерческие игры
Энтузиастами для платформы Wiz было выпущено более 240 игр.
Игры и программы, созданные для предыдущей платформы GP2x, могут работать на Wiz, но большая часть потребует простой перекомпиляции.

## Проблемы
- Диагональный тиринг изображения: проблема, по-видимому, не может быть решена, но существует решение, которое позволяет уменьшить этот визуальный артефакт.[6]